# جان هانتر
جان هانتر (به انگلیسی: John Hunter) سناتور سابق عضو حزب دموکرات-جمهوری‌خواه بود. وی در سال ۱۷۹۶ تا ۱۷۹۸ میلادی سناتور ایالت کارولینای جنوبی در سنای ایالات متحده آمریکا بود.